# Templo de fuego de Anahid

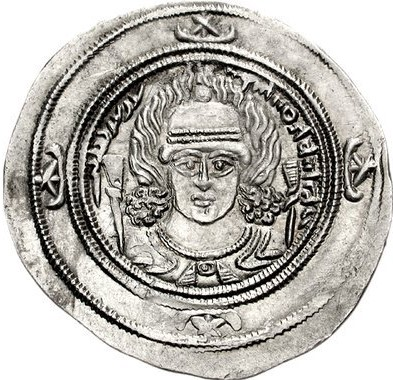
Moneda de la diosa iraní Anahita, fabricada durante el reinado de Cosroes II

El templo de fuego de Anahid (en persa medio: Ādur-Anāhīd) era un antiguo templo de fuego en Istajr, ciudad capital de Pars, dedicado al culto de la diosa iraní Anahita.

## Historia
El templo probablemente fue fundado por el rey de los reyes aqueménidas Artajerjes II (r. 404 - 358 a. C.), que construyó santuarios y estatuas de ella en todo su reino. El templo fue saqueado por los macedonios durante las conquistas de Alejandro Magno. A principios del siglo III d. C., el templo fue reparado y adornado por la familia persa de Sasania, que actuaba como los cuidadores hereditarios del templo; Sasan, el ancestro homónimo de la familia, es el primer miembro atestiguado en servir como el guardián del templo. La tutela del templo era de gran importancia para los sasánidas.
Ardacher I (r. 224–242), quien derrocó al Imperio de Partia y estableció el control de Sasania sobre el país, según los informes, envió las cabezas de sus enemigos en sus primeras campañas al templo, que luego fue repetido por Sapor II (309 –379), que tenía las cabezas de los cristianos atados allí en 340. Bajo Bahram II, la corona perdió gran parte de su autoridad religiosa, con el sacerdote zoroastriano Kartir recibiendo la tutela del templo de Anahid. Narseh, quien derrocó al hijo y sucesor de Bahram II, Bahram III en 293, pudo haber restaurado el templo a su familia. Sin embargo, durante el reinado de Shapur II, el control de Sasanian sobre el templo fue ciertamente restaurado.
El último emperador sasánida de Irán, Yazdegerd III, fue coronado en el templo de Anahid en 632.